# Hospital Gustavo Aldegueria Lima
El Hospital General Gustavo Aldegueria Lima, está ubicado en la calle Calixto García entre Mariana Grajales y Jesús del Sol, en Gibara en Cuba, fue fundado en el año 1961 y para junio del 2006 cuenta con 15 médicos y 62 enfermeras de ellas 13 licenciadas. 

## Servicios
1. Cirugía
2. Ortopedia
3. Ginecostetricia
4. Otorrinolaringología
5. Angiología
6. Urología
7. Pediatría
8. Medicina

Cuenta con 2 laboratorios uno de ellos de microbiología , un banco de sangre, un equipo de ultrasonido además cuenta con 94 camas y una sala de terapia intensiva con el equipamiento habitual, así como con el personal capacitado y preparado para la atención a la población con la calidad requerida.